# K.A.V. Lovania Leuven
K.A.V. Lovania Leuven – Katolicki Związek Akademicki Lovania Leuven jest korporacją akademicką, założoną w 1896 na Katolickim Uniwersytecie w Leuven, w Królestwie Belgii, stowarzyszoną w ramach Cartellverband der katholischen deutschen Studentenverbindungen. Dewizami Lovanii są "Semper Excelsius!" (zawsze ćwiczyć) i "Der Geist lebt in uns allen!" (Duch zawsze w nas żyje). Oficjalnymi barwami są zielony, biały i czerwony.

## Historia
Katolicki Uniwersytet w Leuven, założony w 1425, został zamknięty podczas okupacji Niderlandów w 1797 przez siły rewolucyjnej Francji. Po pobiciu rewolucjonistów uniwersytet został na nowo wskrzeszony w 1834 i przyjął niemałą grupę katolickich studentów z Niemiec, Austrii i Szwajcarii, którzy starali się uniknąć Kulturkampfu.
Pierwszym związkiem studenckim była szwajcarska i katolicka Helvetia Lovaniensis. Istniała od 1872 do 1875. Została zastąpiona przez niemiecki katolicki związek akademicki Tungria Lovaniensis, który istniał od 1877 do 1879. W 1888 regionalny związek akademicki założyli studenci z Luksemburgu. Tylko ten ostatni związek akademicki przetrwał. Wśród popiołów po zanikłych szwajcarskich i niemieckich związkach akademickich została założona nowa korporacja.
To doniosłe wydarzenie wywołane zostało publicznym wywodem prof. dra Armanda Thiéry, wykładowcy filozofii tomistycznej na uniwersytecie, na temat życia akademickiego na niemieckich uniwersytetach w dniu 21 stycznia 1896. W czasie swoich studiów w Bonn, Thiery stał się członkiem prestiżowej korporacji K.D.St.V. Bavaria Bonn, najstarszego katolickiego związku akademickiego na świecie. Przemowa ta zmotywowała szeregi niemieckich studentów do tego stopnia, że zdecydowali się powołać korporację tego samego wieczora. Przyjęto nazwę Lovania, tak jak po łacinie nazywano Leuven (Louvain). Korporacja bardzo szybko się rozrosła i prof. Thiéry został honorowym prezesem. Lovania dalej kwitła, aż do wybuchu I wojny światowej, gdy została zawieszona. Korporacja liczyła wówczas ponad 160 członków czynnych i biernych. Wielu z nich zginęło po obu walczących stronach.
W 1918 w powojennej Belgii nie było możliwe reaktywowanie niemieckiego związku akademickiego. Usilne starania były podejmowane pomiędzy 1927 i 1928, ale szybko ich zaniechano. II wojna światowa spowodowała, że idea odrodzenia korporacji jeszcze bardziej odsunęła się w czasie. Stało się to możliwe dopiero w roku 1996, gdy sytuacja polityczna ustabilizowała się na tyle, by ponownie erygować korporację. W tamtym czasie wielu studentów było członkami związków akademickich należących do Cartellverband der katholischen deutschen Studentenverbindungen i studiowało w Leuven. Wtedy zrodziła się idea reaktywowania korporacji. Ostatni żyjący Filister dał swoje błogosławieństwo tym poczynaniom i 19 kwietnia 1996 reaktywacja stała się faktem. W 1999 forma przyjaznego stowarzyszenia w ramach Cartellverband została formalnie przywrócona. Obecnie korporacja rozkwita zrzeszając 97 członków, pochodzących z Flandrii, Królestwa Niderlandów, Niemiec, Austrii, Szwajcarii, Polski, Zjednoczonego Królestwa, Irlandii i Stanów Zjednoczonych.

## Pryncypia
Trzy podstawowe zasady na których opiera się działalność Lovanii:
- religio: korporacja i wszyscy jej członkowie publicznie wyznają wiarę Kościoła katolickiego
- scientia: dążenie do zgłębiania wiedzy akademickiej przez wszystkich jej członków
- amicitia: dozgonna przyjaźń pomiędzy wszystkimi członkami stowarzyszenia

Członkowie Lovanii nie praktykują menzury z powodu swoich katolickich przekonań w tej materii. W konsekwencji studenci-katolicy organizują się w ramach oddzielnych związków akademickich. Lovania przyjmuje w swoje szeregi jedynie mężczyzn.

## Sławni członkowie (wybrani)
- prof. dr Prosper Vicount Poullet (9 grudnia 1871 – 23 grudnia 1935) premier rządu Królestwa Belgii
- Pierre Prüm (9 lipca 1886 – 1 lutego 1950) premier rządu Wielkiego Księstwa Luksemburg
- Alexander Count von Kolowrat (29 stycznia 1886 – 4 grudnia 1927) pionier austriackiego przemysłu filmowego
- prof. dr David Engels (1979)